# Торнбург (Пенсільванія)
Торнбург (англ. Thornburg) — місто (англ. borough) в США, в окрузі Аллегені штату Пенсільванія. Населення — 466 осіб (2020).

## Географія
Торнбург розташований за координатами 40°26′4″ пн. ш. 80°5′3″ зх. д. / 40.43444° пн. ш. 80.08417° зх. д. (40.434512, -80.084161).  За даними Бюро перепису населення США в 2010 році місто мало площу 1,12 км², уся площа — суходіл.

## Демографія
Згідно з переписом 2010 року, у селищі мешкало 455 осіб у 183 домогосподарствах у складі 143 родин. Густота населення становила 405 осіб/км².  Було 193 помешкання (172/км²).
Расовий склад населення:
| - 98,0 % — білих - 0,9 % — азіатів |

До двох чи більше рас належало 1,1 %. Частка іспаномовних становила 1,1 % від усіх жителів.
За віковим діапазоном населення розподілялося таким чином: 20,0 % — особи молодші 18 років, 61,3 % — особи у віці 18—64 років, 18,7 % — особи у віці 65 років та старші. Медіана віку мешканця становила 48,7 року. На 100 осіб жіночої статі у селищі припадало 89,6 чоловіків;  на 100 жінок у віці від 18 років та старших — 90,6 чоловіків також старших 18 років.
Середній дохід на одне домашнє господарство  становив 188 013 долари США (медіана — 129 688), а середній дохід на одну сім'ю — 202 974 долари (медіана — 138 333). За межею бідності перебувало 0,4 % осіб, у тому числі 0,0 % дітей у віці до 18 років та 2,0 % осіб у віці 65 років та старших.
Цивільне працевлаштоване населення становило 271 особа. Основні галузі зайнятості: науковці, спеціалісти, менеджери — 24,0 %, освіта, охорона здоров'я та соціальна допомога — 19,9 %, виробництво — 9,2 %, фінанси, страхування та нерухомість — 9,2 %.